# Inname van Goch
De Inname van Goch in 1625 was een belegering van de stad Goch, door het Staatse leger onder leiding van Lambert Charles de bevelhebber van Nijmegen, ten tijde van de Tachtigjarige Oorlog. Het beleg duurde van 27 januari tot en met 29 januari, waarna Goch bij verdrag werd overgegeven door de Spaanse bezetters.

## Aanloop
Goch was in Spaanse handen gevallen, en dat was een doorn in het oog van Lambert Charles, de gouverneur van Nijmegen. Hij had vernomen dat het met de vestingwerken slecht gesteld was. Er was een stuk stadsmuur ingestort ter hoogte van de Onze Lieven Vrouwen Poort en hij wilde proberen Goch bij verrassing in te nemen. Hij verzamelde een leger van ongeveer 1.200 man om dit plan uit te voeren. Jacob Tourland, bevelhebber van de stad Goch vermoedt dat er vanuit Nijmegen een aanval te verwachten is, en waarschuwt de Spaanse gouverneurs van omringende steden voor de eventuele dreiging, maar bekommert zich niet om Goch zelf, dat met 1.200 manschappen goed bezet is.

## Inname
Er was in Goch een groot gat in de stadsmuur ontstaan en in de gracht geschoven. In plaats van dit gat te dichten met een palissade om de stad te beschermen tegen een aanval, gebruikten zij dit gat om kudden schapen binnen de wallen te brengen. Lambert Charles trok op 27 januari 's avonds met een leger van 1.200 man naar Goch. In de vroege morgen rond 5:00 uur wist hij met het leger via dit gat toegang tot de stad te verkrijgen. De wachters vluchtten daarop meteen naar het kasteel, dat aan de andere kant van de stad lag. De Staatsen maakten zich meester van twee stadspoorten en kort daarna de markt. Jacob Tourland en zijn soldaten waren niet bestand tegen deze overrompeling en vluchtten ook naar het kasteel, en bezetten daarbij een andere stadspoort. Hij zond een boodschapper naar Jan Gonzalez, de gouverneur van Wesel voor hulp. Hij beloofde zich zo lang als mogelijk te zullen verdedigen tegen de aanvallers. Gonzalez beloofde zo spoedig mogelijk versterkingen te sturen. Echter, dezelfde dag moesten soldaten van Toerland de stadspoort opgeven, zodat alleen het kasteel nog in Spaanse handen was. Op 28 januari kwam de versterking bestaande uit 1.000 man om Goch te ontzetten. Zij waren achter het kasteel, vanwaar een noodbrug was geslagen. Maar deze brug stortte in onder het gewicht van de soldaten die probeerden over te steken. Er waren 300 soldaten buiten het kasteel gebleven, die door de Staatsen werden gedood of gevangengenomen. Tourland wilde op 29 januari nu een uitval plegen vanuit het kasteel. Hij had de brug naar de stad laten afbreken, en voor dit doeleinde provisorisch laten herstellen met ladders en planken. Tijdens de uitval werd Toerland echter in zijn buik geschoten. De andere officieren zagen in dat er geen kansen meer waren. Zij gingen over tot onderhandelingen voor overgave onder voorwaarden. Het Spaanse garnizoen van ongeveer 1.000 man mocht de stad verlaten met vliegend vaandel, kogels in hun mond. Zij moesten drie kartouwen, zes veldslangen, 1.200 mud meel, 400 ton buskruit en overvloed aan kogels achterlaten.

## Nasleep
Lambert Charles liet zijn soldaten de stad plunderen, waarbij de kerken niet gespaard bleven, altaren en heiligenbeelden werden vernield. Hijzelf vond het geen schennispleging, omdat hij daarbij de burgers gespaard had, dit in tegenstelling tot wat de Spanjaarden in enkele van hun overwonnen steden wel deden, zonder dat het hun enig onheil had opgeleverd. Lambert Charles had niet lang plezier van zijn overwinning: op 7 februari, tien dagen na aanvang van de bestorming, overleed hij aan een beroerte. Sommigen zagen hierin de straf van God. De Staten waren verheugd met de inname van Goch, maar de inname had geen enkel invloed op het strijdverloop bij het Beleg van Breda gehad.